# Résolution 64 du Conseil de sécurité des Nations unies
Membres permanents
- Chine
- États-Unis
- France
- Royaume-Uni
- URSS

Membres non permanents
- Argentine
- Belgique
- Canada
- Colombie
- Syrie
- RSS d'Ukraine

Résolution no 63 Résolution no 65
La résolution 64 du Conseil de sécurité des Nations unies  est une résolution du Conseil de sécurité des Nations unies adoptée le 28 décembre 1948.
Cette résolution relative à la question indonésienne, constate que le président de la république d'Indonésie et les autres prisonniers politiques n'ont pas été remis en liberté et demande que cela soit fait dans les vingt-quatre heures.
La résolution a été adoptée par 8 voix pour.
La Belgique, la France ainsi que le Royaume-Uni de Grande-Bretagne et d'Irlande du Nord se sont abstenus.

## Texte
- Résolution 64 sur fr.wikisource.org
- Résolution 64 sur en.wikisource.org